# Bisdom São João da Boa Vista
Het bisdom São João da Boa Vista (Latijn: Dioecesis Sancti Ioannis in Brasilia) is een rooms-katholiek bisdom met als zetel São João da Boa Vista, in Brazilië. Het bisdom is suffragaan aan het aartsbisdom Ribeirão Preto.

## Geschiedenis
Het bisdom werd opgericht op 16 januari 1960, uit delen van het aartsbisdom Ribeirão Preto. 

## Parochies
Het bisdom had in 2020 een oppervlakte van 7.089 km2 en telde 620.980 inwoners waarvan 75,0% rooms-katholiek was.

## Bisschoppen
- David Picão (14 mei 1960 - 10 mei 1963)
- Tomás Vaquero (2 juli 1963 - 23 januari 1991)
- Dadeus Grings (23 januari 1991 - 12 april 2000)
- David Dias Pimentel (7 februari 2001 - 28 september 2016)
- Antônio Emídio Vilar (28 september 2016 - 19 januari 2022)
- José Carlos Brandão Cabral (3 augustus 2022 - heden)

Ribeirão Preto (aartsbisdom) · Barretos · Catanduva · Franca · Jaboticabal · Jales · São João da Boa Vista · São José do Rio Preto · Votuporanga